# De Kop
De Kop of Kopkapelwijk, is een wijk in de Belgische stad Lokeren. Centraal in de wijk ligt de Kopkapel, waar de wijk haar naam aan te danken heeft.

## Toponymie
In historische archieven vindt men verwijzingen naar de oorsprong van de naam die teruggaan tot het jaar 1571, waar het wordt vermeld als "cop". De toponymische herkomst van deze naam wordt geassocieerd met de geografische ligging van de wijk, die zich bevindt op een verhoogd gelegen terrein. Dit geografische kenmerk leidde tot de naamgeving van de wijk, verwijzend naar zijn verheven ligging. Deze benaming verspreidde zich eveneens naar een nabijgelegen kapel binnen de nederzetting, welke bekend werd als de "Kopkapel".

## Geschiedenis
In de 16de eeuw werd er op de Kop een kapel gebouwd. Die kapel werd in 1719 vernieuwd en in 1756 vergroot.
Deelgemeenten: Daknam · Eksaarde · Lokeren · Moerbeke

Dorpen: Doorslaar · Heiende · Koewacht · Kruisstraat · Oudenbos

Gehuchten: Brandbezen · Bautschoot · Briel · Calaigne · Caudenborm · De Katte · Den Oever · Duivekeet · Eksaardedam · Everslaar · Fortuine · Ganzendries · Lammeken · Heydensveer · Hillare · Hul · Keerken · Keersmakers · Molenhoek · Molsbergen · Naastveld ·  Nieuwpoort · Oosteindeke · Pereboom · Rijssel · Rode Sluis · Scheepken · Staakte · Stenenbrug · Terwest · Turfakkers · Veldeken · Vogelzang · Vossel · Werkstede · Westhoek · Zeveneekskens · Zwarte Sluis

Wijken: Bergendries · Bokslaar · Bloemenwijk · De Kop · Flamigantenwijk · Ledehof · Heirbrug · Lokeren-Zuid · Puttenen · Rozen · Schrijverswijk · Spoele · Stationswijk · Vogelkwijk

Buurten: Kouter · Oude Brug · 't Zand

Belgische gemeenten · Arrondissement Sint-Niklaas · Oost-Vlaanderen · Vlaanderen